# Bravski Vaganac (Bosanski Petrovac)
Pour les articles homonymes, voir Bravski Vaganac.
Bravski Vaganac (en serbe cyrillique : Бравски Ваганац) est un village de Bosnie-Herzégovine. Il est situé dans la municipalité de Bosanski Petrovac, dans le canton d'Una-Sana et dans la fédération de Bosnie-et-Herzégovine. Selon les premiers résultats du recensement bosnien de 2013, il compte 19 habitants.
Avant la guerre de Bosnie-Herzégovine, le village faisait entièrement partie de la municipalité de Bosanski Petrovac ; à la suite des accords de Dayton (1995), il a été partiellement rattaché à la municipalité nouvellement créée de Petrovac, intégrée à la république serbe de Bosnie.

## Démographie

### Évolution historique de la population
| 1948 | 1953 | 1961 | 1971 | 1981 | 1991 | 2013 |
| ---- | ---- | ---- | ---- | ---- | ---- | ---- |
| -    | -    | 340  | 225  | 159  | 98   | 19   |

|  |